# GJT Meerburg Zoeterwoude
GJT Meerburg Zoeterwoude is een amateur sportvereniging in Zoeterwoude-Rijndijk en Leiderdorp. De vereniging is opgericht in 1924.

## Activiteiten
In Zoeterwoude worden verschillende lessen gegeven, namelijk gymnastiek, conditietraining, turnen, jazzdans en freerunnen. Sinds 2012 is de vereniging ook actief in Leiderdorp.
Jaarlijks worden er activiteiten georganiseerd naast de reguliere sportlessen. Zo is er jaarlijks een eindshow voor de jazzdance, turn- en fundagen voor het turnen en sport- en speldagen voor de hele vereniging. Afwisselend worden de kerstshow en het meerburgweekend georganiseerd. Bij de kerstshow komen alle verschillende sporten samen voor een gezamenlijke show. Het meerburgweekend is een 2 dagen durend kamp.

## Financiering
GJT Meerburg Zoeterwoude is een vrijwilligersvereniging en komt niet in aanmerking voor subsidies, maar is volledig afhankelijk van de betalingen en bijdragen van de leden en sponsoren. De vereniging kan ook geld ontvangen m.b.v. de RABO sponsorfietstocht, de Grote Clubactie en de Vriendenloterij.